# سوبريم (علامة تجارية)
سوبريم (بالإنجليزية: Supreme) هي سلسلة متاجر ألواح تزلج وملابس تأسست في مدينة نيويورك في أبريل 1994.
تستهدف العلامة التجارية ثقافات التزلج والهيب هوب وثقافة الشباب بشكل عام. تنتج العلامة التجارية الملابس والإكسسوارات وتقوم أيضاً بتصنيع ألواح التزلج.
شعار الصندوق الأحمر مع «سوبريم» باللون الأبيض فوتورا هيفي أوبليك يعتمد إلى حد كبير على فن الدعاية لباربرا كروغر.
تصدر سوبريم منتجات جديدة من خلال مواقع البيع بالتجزئة في جميع أنحاء العالم بالإضافة إلى موقعها الإلكتروني صباح يوم الخميس في أوروبا وأمريكا، وصباح يوم السبت في اليابان.
سوبريم مملوكة لشركة VF Corporation.

## العلامات التجارية
علامة سوبريم التجارية تتواجد في العديد من الدول في أمريكا الشمالية، أوروبا وآسيا.
خسرت شركة سوبريم دعوى قضائية في محكمة إيطالية، ورفض الاتحاد الأوروبي تسجيل علامتها التجارية، لذلك يمكن بيع العناصر «سوبريم» التي لم تصنعها شركة سوبريم الأصلية في إيطاليا وإسبانيا، وتمكنت سامسونج من ذلك لتوقيع اتفاقية ترويج مع سوبريم «النسخة الأوروبية».

## الجوائز
في عام 2018, حصلت سوبريم على جائزة مجلس مصممي الأزياء الأمريكية لأفضل مصمم ملابس رجالي للعام.

## تسويق
أنتج مصور الأزياء تيري ريتشاردسون بعضًا من أبرز صور العلامة التجارية، بما في ذلك صور مايكل جوردان، الضفدع كامل، ثري 6 مافيا، لو ريد، ليدي غاغا، نيل يونغ، غوتشي ماني وناز وموريسي.

## المتعاونون
كينيث كابيلو جعلت بعض العليا المحملات الصور مثل مايك تايسون، الشغالة، وريكوون.
في عام 2019، حينها - شوهد أنطونيو براون، أحد المتلقي الواسع في أوكلاند رايدرز، وهو يرتدي ملابس من تعاون سامي لربيع 2019 مع 47 علامة تجارية  خلال اليوم الأول من معسكر تدريب رايدرز لموسم 2019.
أدى تعاون سوبريم مع تاكاشي موراكامي إلى جمع مليون دولار للإغاثة من كوفيد -19.

## شعبية عالمية
تحظى العلامة التجارية سوبريم بشعبية في الصين واليابان ومؤخراً في الولايات المتحدة.

## روابط خارجية
- الموقع الرسمي